# Nataša Petrović
Nataša Petrović (în macedoneană: Наташа Петровиќ; în sârbă chirilică: Наташа Петровић; n. 31 august 1988, Štip, Iugoslavia), cunoscută și sub numele de Natașa Petrovici, este o actriță macedoneană de origine sârbă. A debutat pe marele ecran în 2007 în filmul macedonean Umbre (Сенки, Senki) regizat de Milčo Mančevski. Nataša Petrović a obținut succesul la nivel mondial cu filmul din 2010 Ca și cum nu aș fi acolo (Kao da me nema) regizat de Juanita Wilson, film care a fost propunerea Irlandei pentru cel mai bun film străin la a 84-a ediție a premilor Oscar din 2012. 

## Carieră
Petrovic a debutat cu un rol minor în Umbre, un film macedonean din 2007 regizat de Milčo Mančevski. În 2009, a avut rolul principal în filmul irlandez Ca și cum nu aș fi acolo, regizat de irlandeza Juanita Wilson, care a avut premiera în 2010. Cu toate că cea mai mare parte a filmului este în limba sârbo-croată, acesta a fost selectat ca propunerea Irlandei pentru cel mai bun film străin la premiile Oscar din 2012. Filmul a obținut recenzii pozitive, în timp ce interpretarea lui Petrovic în acest film i-a adus Premiul Festivalului Internațional de Film de la Seattle pentru cea mai bună actriță, precum și premiul irlandez pentru film și televiziune pentru cea mai bună actriță internațională și a fost nominalizată la Premiul Festivalului Internațional de Film din Milano pentru cea mai bună interpretare într-un rol feminin.
La cea de-a 61-a ediție a Festivalului Internațional de Film de la Berlin, Petrovic a fost unul dintre cei zece actori europeni - printre care Andrea Riseborough, Clara Lago, Alexander Fehling și Domhnall Gleeson - care au fost premiați de European Film Promotion (EFP. Revista americană Variety a numit-o drept una dintre cele mai promițătoare actrițe ale prezentului (în 2011). În același an, în 2011, Petrovic și-a făcut debutul pe scenă cu rolul Célimènei în piesa de teatru de comedie Mizantropul a lui Molière. În același an, a interpretat rolul Elikia în piesa Le Bruit des os qui craquent (The Sound of Cracking Bones) a scriitoarei canadiene Suzanne Lebeau.

## Viață personală
Petrovic vorbește fluent în limba macedoneană, sârbă, engleză, bosniacă, germană, bulgară, italiană și spaniolă. A studiat dramaturgia la Universitatea St. Chiril și Methodius din 2007 până în 2011. Petrovic a fost comparată cu tripla câștigătoare a premiului Oscar, Ingrid Bergman pentru frumusețea și talentul ei.

## Filmografie
| An   | Titlu                | Rol            | Note |
| ---- | -------------------- | -------------- | --- |
| 2007 | Shadows              | Dea            | Senki |
| 2010 | As If I Am Not There | Samira         | European Film Promotion Shooting Stars Award Seattle International Film Festival Award for Best Actress Nominalizare—Irish Film and Television Award for Best International Actress Nominalizare—Milan International Film Festival Award for Best Acting Performance – Female |
| 2013 | The Piano Room       | Maid           | |
| 2013 | In Absentia          | Eva Serafimova | Scurtmetraj |
| 2014 | To the Hilt          | Marija         | |
| 2015 | Elixir               | Lexia          | |
| 2015 | Lazar                | Katerina       | |
| 2015 | Ckopa                | Sash           | Scurtmetraj |
| 2015 | The Witness          | Ines Radin     | |
| 2018 | Der Pass             | Milica         | |

## Roluri de teatru
| Titlu                       | An   | Rol      | Producție                  |
| --------------------------- | ---- | -------- | -------------------------- |
| The Misanthrope             | 2011 | Célimène | The Theatra Theatre Skopje |
| The Sound of Cracking Bones | 2011 | Elikia   | The Theatra Theatre Skopje |

## Premii și nominalizări
| Premiu                                     | An   | Categorie                        | Lucrare nominalizată | Rezultat     |
| ------------------------------------------ | ---- | -------------------------------- | -------------------- | ------------ |
| Shooting Stars Awards                      | 2011 | Shooting Star                    | —                    | Câștigat     |
| Irish Film and Television Awards           | 2011 | Best International Actress       | As If I Am Not There | Nominalizare |
| Milan International Film Festival Awards   | 2011 | Best Acting Performance – Female | As If I Am Not There | Nominalizare |
| Seattle International Film Festival Awards | 2011 | Best Actress                     | As If I Am Not There | Câștigat     |